# Гжегож Браун
Гжегож Міхал Браун (пол. Grzegorz Michał Braun; нар. 11 березня 1967, Торунь, Польща) — польський політик. Член Сейму від Ряшева з 2019 по 2024 рік. Голова Конфедерації польської корони з 2019 року та член Європейського парламенту від Малопольщі та Свєнтокшиського воєводства з 2024 року.
Почав політичну кар'єру з участі у президентських виборах 2015 року. Він створив передвиборчий комітет «Благослови вас Бог!», але отримав мінімальний відсоток голосів. Його політичний шлях продовжився участю в дискусіях щодо європейських і російських відносин, а також висуванням кандидатур на різних виборах, зокрема на посаду мера Гданська та до Європейського парламенту. Попри невдачі на виборах, обраний до Сейму на парламентських виборах 2019 року та переобраний на парламентських виборах 2023 року. Політична діяльність Брауна позначена суперечками, зокрема провокаційними заявами у період пандемії COVID-19 та підтримкою незалежного ядерного потенціалу Польщі.
Дотримується антиамериканських, антиукраїнських, антисемітських, антисіоністських й антиЛГБТК поглядів, його погляди описують як ультраправі. Прихильник католицького традиціоналізму та польського націоналізму. 2023 році вдерся на лекцію про Голокост, знищив обладнання та сказав зневажливі коментарі про євреїв. Того ж року загасив ханукію в Сеймі вогнегасником, що призвело до його виключення з засідання і подальшого скасування імунітету депутата Європарламенту.

## Біографія
Народився в Торуні, Польща. Закінчив Вроцлавський університет 1987 року, а 1993 року — аспірантуру на факультеті радіо і телебачення імені Кшиштофа Кесьльовського Сілезького університету в Катовицях. З 1987 року був співорганізатором діяльності «Помаранчевої альтернативи», за що зазнавав утисків з боку комуністичного уряду Польської Народної Республіки. У 1988 та 1989 роках брав участь у студентських протестах у Вроцлавському університеті. Був активним учасником польсько-чесько-словацької «Солідарності».
Працював журналістом, зокрема, для «Option Right» та «Польське Радіо Вроцлав». Був пов'язаний з Організацією польських монархістів, для якої публікував письмові праці та читав лекції. Брав участь у діяльності організації «Побудка» («Pobudka»), яку заснував для зміцнення самодостатності релігійних громад, і в інтернет-шоу «Сумління народу».
Дотримується католицького традиціоналізму. Гостро критикує протестантизм у Польщі та часто публічно дискутує з протестантами. Прихильник монархізму та критик демократії.

## Політична кар'єра
У вересні 2012 року через заклики до розстрілу журналістів «Газета Виборчої» та TVN, став предметом офіційного розслідування. 2023 року прокуратура закрила справу.
5 серпня 2015 року створив власний передвиборчий комітет «Благослови вас Боже!» (Szczęść Boże!) й отримав 13 113 голосів, що становило 0,09 % від загальної кількості виборців.
Закликає Польщу самостійно утримувати й використовувати ядерну зброю.

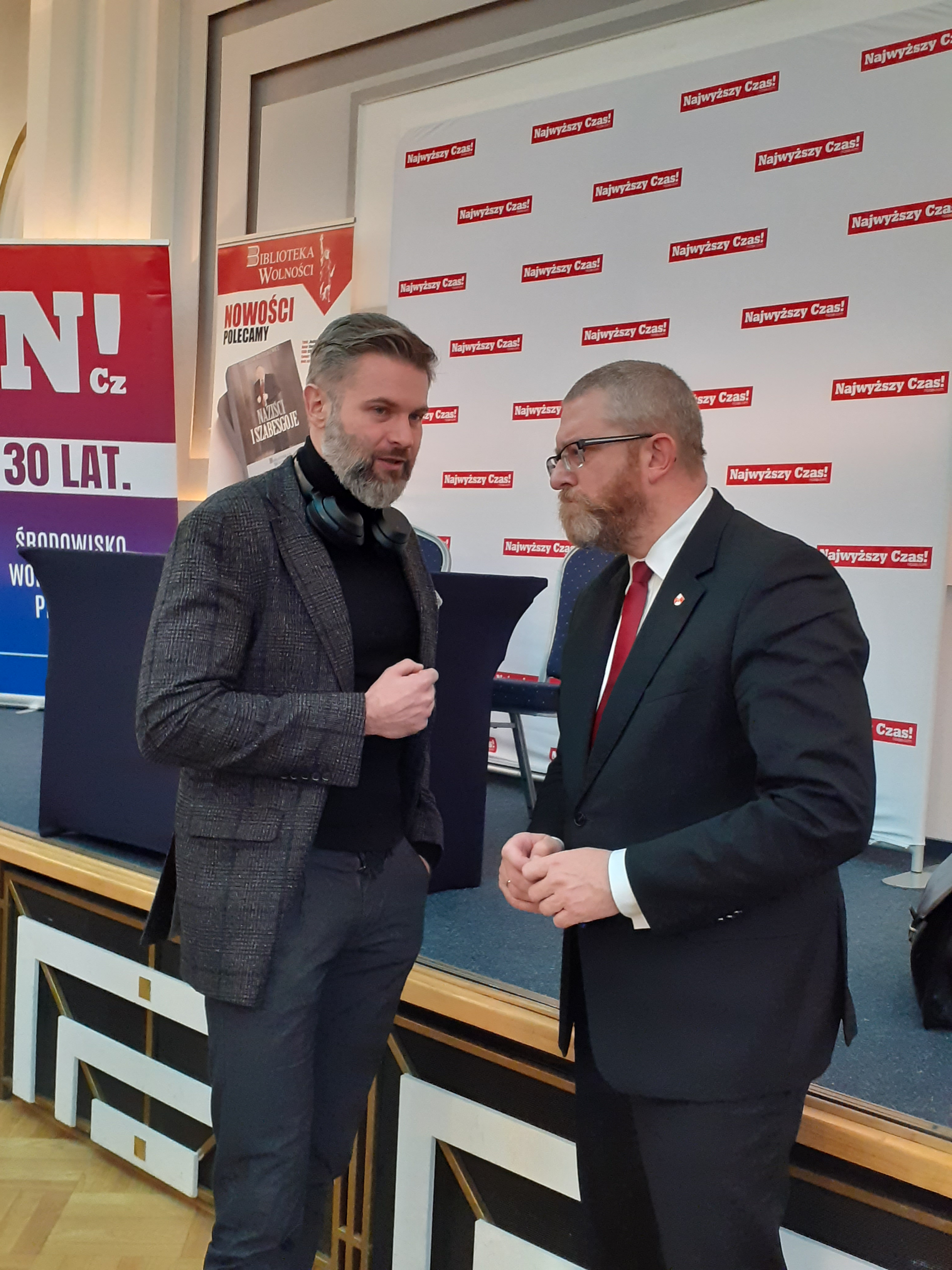
Журналіст Роман Варшавський і Браун (2022)

У січні 2019 року висунув свою кандидатуру на посаду мера Гданська. Дострокові вибори оголосили після вбивства мера Павела Адамовича. Кандидатуру Брауна підтримали Януш Корвін-Мікке та «Національний рух». Після підрахунку голосів, 4 березня 2019 року, оголосили, що Браун отримав 11,86 % голосів і таким чином поступився переможниці Александрі Дулькевич, яка отримала 82,22 % голосів.
На виборах до Європейського парламенту 2019 року в Польщі був провідним кандидатом від Конфедерації свободи й незалежності у 9-му виборчому окрузі, що охоплював територію Підкарпатського воєводства. Попри результат у 5,89 % голосів, що є найвищим досягненням для Конфедерації, коаліція не змогла досягти 5-відсоткового бар'єра по всій країні, тому він не отримав місце в парламенті.
На парламентських виборах у Польщі 2019 року був провідним кандидатом від Конфедерації свободи й незалежності у Ряшовському виборчому окрузі, розташованому в Підкарпатському воєводстві. На цих виборах він отримав 8,25 відсотка голосів, що знову стало найкращим результатом для Конфедерації в країні. Браун отримав місце разом з 10 іншими кандидатами від Конфедерації.
Був кандидатом на президентських праймеріз Конфедерації 2020 року. Дійшов до фінального туру голосування, де програв Кшиштофу Босаку. Він одразу ж підтримав Босака та заявив, що буде агітувати за нього.
У вересні 2021 року у своєму виступі в Сеймі звинуватив уряд у збільшенні рівня самогубств серед дітей через дії, спрямовані на стримування пандемії COVID-19. Він закінчив промову, звертаючись до міністра охорони здоров'я Адама Нєдзельського, словами: «Вас, пане, повісять» (Będziesz pan wisiał). Через цю заяву його виключили з подальшої участі в засіданні Сейму. Нєдзельський разом зі спікером Сейму Ельжбетою Вітек подали позов проти Брауна щодо погроз, які пізніше прокурор зняв, покликаючись на «відсутність ознак злочину». Позивачі скаржилися на рішення, стверджуючи про недостатнє розслідування та відсутність допиту свідків. У наступні тижні Браун увірвався до будівлі Міністерства охорони здоров'я, що, за словами Нєдзельського, було пов'язано зі словами Брауна та його зв'язками з антивакцинним рухом. Однак суд підтримав рішення прокурора та надав пояснення, що слова Брауна, хоча й були недоречними, були лише критикою, і що страх Нєдзельського ірраціональний.
Дотримується проросійських поглядів. 2019 року дав інтерв'ю Sputnik, і російські ЗМІ високо оцінювали його позицію щодо України з початку вторгнення 2022 року. Він стверджував, що його партія активно бореться проти «бандеризації» й «українізації» Польщі, намагаючись запобігти напливу українських біженців. 25 червня 2022 року взяв участь у проросійському мітингу; він звернувся до Володимира Зеленського та Джо Байдена, проголосивши: «Президенте Джо Байден, якщо ви все ще довіряєте Богові, нехай ваші особисті інтереси й інтереси американських корпорацій, які продають зброю Україні, разом з усією Америкою, стануть на коліна перед всемогутністю Бога (…)». Під час дебатів у Європейському парламенті заявив, що військова допомога Україні не допомагає українському народу, а лише продовжує війну, після чого йому вимкнули мікрофон.
27 січня 2023 року знищив різдвяну ялинку, прикрашену іграшками на тему України, ЄС та ЛГБТК-прайду, яка знаходилася в будівлі Краківського районного суду. Він заявив, що влаштував «парламентарне втручання».
4 червня 2024 року з групою своїх прихильників зняли український прапор з вершини копця Костюшка.
Обраний до Європейського парламенту на виборах 2024 року.
7 жовтня, під час дебатів у Європейському парламенті щодо першої річниці нападу ХАМАС на Ізраїль, що розпочав війну в Газі, Браун закликав визнати Ізраїль терористичною державою, назвавши Біньяміна Нетаньягу та його уряд «найбільшою та найзлочиннішою терористичною організацією».
12 жовтня заявив, що «Польська армія не повинна й пальцем ворухнути на захист маленького, збезлюднілого, бридкого, антипольського, бісмарківського, англосаксонського та єврейського створіння, яким є сучасна Литва».

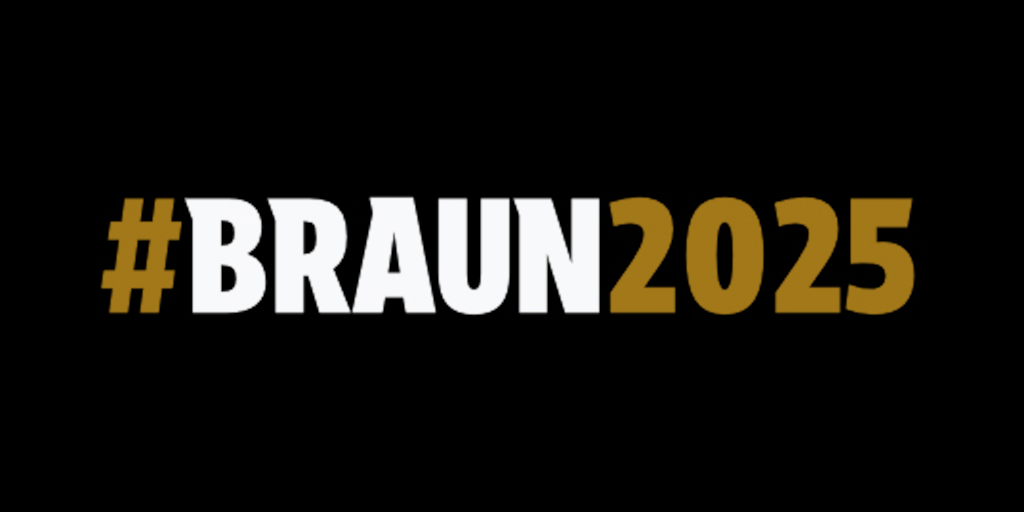
Логотип президентської кампанії Гжегожа Брауна 2025 року

Увечері 15 січня 2025 року оголосив, що балотуватиметься на посаду президента Польщі на майбутніх виборах, підтвердивши попередні припущення. Заявив про свій намір, попри те, що керівництво Конфедерації свободи й незалежності висунуло Славоміра Менцена кандидатом у президенти ще у серпні 2024 року. Як наслідок, Брауна виключено з партії 17 січня. Януш Корвін-Мікке, засновник і колишній член Конфедерації, висловив підтримку кандидатурі Брауна.
18 березня 2025 року пошкодив публічну виставку на ринковій площі старого міста в Ополі «Нас більше! Досягаймо рівності» місцевої ЛГБТК-організації з зображенням історії ЛГБТК+ маршів в місті. На рекламних стендах він написав фарбою «Стоп пропаганді відхилення».
У квітні 2025 року Асоціація «Ніколи більше» опублікувала звіт про вихваляння політичного вбивці Януша Валюся ультраправими у Польщі. Згідно з цим звітом, Браун давно підтримує Валюся, втручаючись у парламентські справи, щоб домогтися його звільнення з довічного ув'язнення, та сприяючи збору коштів для нього. Він також захищав злочин Валюся, заявляючи: «У моєму світі розстріл секретарів комуністичної партії може бути благородним вчинком, оскільки скоєно з необхідності».

### Антисемітські інциденти
30 травня 2023 року Браун зірвав лекцію історика Яна Грабовського про Голокост у Німецькому історичному інституті у Варшаві, увірвавшись до кімнати та знищивши мікрофон і динаміки заходу. Назвав євреїв «вороги Польщі» та стверджував про їхнє бажання здійснити «вороже захоплення» польської території та розмістити етнічних поляків у резерваціях, що є алегорією на індіанські резервації. Браун також стверджував, що існує план перетворення Польщі на «єврейську державу».
12 грудня 2023 року, під час першої сесії 10-го скликання Сейму, загасив вогнегасником ханукію, заявивши, що «люди, які беруть участь у сатанинському культі, повинні соромитися». Охоронці наказали евакуювати територію через білу хмару аерозолю. Його виключили з поточної сесії Сейму та покарали позбавленням депутатських виплат на шість місяців. Спікер Сейму Шимон Головня оголосив, що до прокуратури буде подано кримінальну заяву. Головня також надіслав запит комісару поліції для перевірити наявності у Брауна дозволу на вогнепальну зброю, оскільки він отримав інформацію від Маршальської гвардії, що Браун запитував, чи може здати особисту вогнепальну зброю до Сейму.
Дії та заяви Брауна призвели до критики з боку його власної партії. Славомір Менцен, один з лідерів партії Конфедерації, засудив дії Брауна, заявивши про свій намір вжити подальших заходів для розв'язання ситуації. Крім того, після інциденту кардинал Гжегож Рись, архієпископ Лодзький, сказав, що йому «соромно, і він вибачається перед усією єврейською громадою Польщі». Браун заперечував наявність расистських мотивів й описав свої дії як відповідь на те, що сприймає «сатанинськими, талмудським тріумфалізмом» єврейські свята.
17 січня 2024 року Сейм проголосував за зняття імунітету з Брауна від кримінального переслідування у зв'язку з його нападом на ханукію. Прокурори раніше заявляли, що мають намір висунути йому звинувачення за сімома пунктами, які також включали попередні інциденти агресії проти колишнього міністра охорони здоров'я та державної власності. Якщо його визнають винним, йому загрожує до п'яти років позбавлення волі.
29 січня 2025 року Браун порушив хвилину мовчання, яку було проведено під час засідання Європейського парламенту з нагоди Міжнародного дня пам'яті жертв Голокосту, вигукнувши «Помолимося за жертв єврейського геноциду в Газі». Згодом його виключили з зустрічі та вивели з зали.